# Wagneriana
Genre
Synonymes
- Wagneria McCook, 1894 nec Robineau-Desvoidy, 1830
- Anawixia Chamberlin, 1916

Wagneriana est un genre d'araignées aranéomorphes de la famille des Araneidae.

## Distribution
Les espèces de ce genre se rencontrent en Amérique.

## Liste des espèces
Selon World Spider Catalog (version 21.0, 08/04/2020) :
- Wagneriana acrosomoides (Mello-Leitão, 1939)
- Wagneriana alma Levi, 1991
- Wagneriana atuna Levi, 1991
- Wagneriana carinata F. O. Pickard-Cambridge, 1904
- Wagneriana cobella Levi, 1991
- Wagneriana dimastophora (Mello-Leitão, 1940)
- Wagneriana eldorado Levi, 1991
- Wagneriana hassleri Levi, 1991
- Wagneriana huanca Levi, 1991
- Wagneriana jacaza Levi, 1991
- Wagneriana jelskii (Taczanowski, 1873)
- Wagneriana juquia Levi, 1991
- Wagneriana lechuza Levi, 1991
- Wagneriana madrejon Levi, 1991
- Wagneriana maseta Levi, 1991
- Wagneriana neblina Levi, 1991
- Wagneriana pakitza Levi, 1991
- Wagneriana roraima Levi, 1991
- Wagneriana silvae Levi, 1991
- Wagneriana spicata (O. Pickard-Cambridge, 1889)
- Wagneriana taboga Levi, 1991
- Wagneriana taim Levi, 1991
- Wagneriana tauricornis (O. Pickard-Cambridge, 1889)
- Wagneriana tayos Levi, 1991
- Wagneriana transitoria (C. L. Koch, 1839)
- Wagneriana undecimtuberculata (Keyserling, 1865)
- Wagneriana vallenuevo Alayón, 2011
- Wagneriana vegas Levi, 1991
- Wagneriana yacuma Levi, 1991

## Systématique, taxinomie et étymologie
Frederick Octavius Pickard-Cambridge a créé le nom Wagneriana sur la base du nom Wagneria précédemment utilisé par Henry Christopher McCook dans sa description de Wagneria tauricornis afin de résoudre un problème de synonymie, le nom Wagneria étant déjà utilisé cinq fois en zoologie à cette époque. Henry Christopher McCook avait nommé le genre Wagneria en l'honneur du naturaliste russe Vladimir Wagner (Waldermar Wagner).
Ce genre a été révisé par Cabra-García et Hormiga en 2020.

## Publication originale
- F. O. Pickard-Cambridge, 1904 : Arachnida - Araneida and Opiliones. Biologia Centrali-Americana, Zoology. London, vol. 2, p. 465-560 (texte intégral).